# Challenger de Aix-en-Provence 2017

El torneo Open du Pays d'Aix 2017 fue un torneo profesional de tenis. Perteneció al ATP Challenger Series 2017. Se disputó en su 4.ª edición sobre superficie tierra batida, en Aix-en-Provence, Francia entre el 8 al el 14 de mayo de 2017.

## Jugadores participantes del cuadro de individuales
| Favorito | País                      | Jugador             | Rank1 | Posición en el torneo |
| -------- | ------------------------- | ------------------- | ----- | --------------------- |
| 1        | Bandera de Túnez          | Malek Jaziri        | 68    | Cuartos de final      |
| 2        | Bandera de Brasil         | Rogério Dutra Silva | 69    | Segunda ronda         |
| 3        | Bandera de Francia        | Jérémy Chardy       | 71    | FINAL                 |
| 4        | Bandera de Estados Unidos | Frances Tiafoe      | 80    | CAMPEÓN               |
| 5        | Bandera de Serbia         | Dušan Lajović       | 84    | Primera ronda         |
| 6        | Bandera de Argentina      | Renzo Olivo         | 89    | Primera ronda         |
| 7        | Bandera de Eslovaquia     | Norbert Gombos      | 103   | Segunda ronda         |
| 8        | Bandera de Francia        | Julien Benneteau    | 104   | Cuartos de final      |

- 1 Se ha tomado en cuenta el ranking del 1 de mayo de 2017.

### Otros participantes
Los siguientes jugadores recibieron una invitación (wild card), por lo tanto ingresan directamente al cuadro principal (WC):
- Maxime Janvier
- Corentin Moutet
- Alexandre Müller

Los siguientes jugadores ingresan al cuadro principal tras disputar el cuadro clasificatorio (Q):
- Elliot Benchétrit
- Maxime Hamou
- Andrés Molteni
- Mikael Ymer

## Campeones

### Individual masculino
- Frances Tiafoe derrotó en la final a  Jérémy Chardy, 6–3, 4–6, 7–6(5)

### Dobles masculino
- Wesley Koolhof /  Matwé Middelkoop derrotaron en la final a  Andre Begemann /  Jérémy Chardy, 2–6, 6–4, [16–14]